# Правило 50 ходов
Правило 50 ходов — правило шахматной игры, согласно которому игрок, имеющий очередь хода, имеет право потребовать ничью, если на протяжении последних 50 ходов каждого игрока ни одна фигура не была взята и ни одна пешка не сделала хода (то есть не произошло необратимых изменений в положении фигур на доске).
Правило было введено для того, чтобы игрок, не имеющий возможности победить, не затягивал игру до бесконечности, рассчитывая на ошибку соперника вследствие усталости.
В XX веке были обнаружены позиции, в которых для выигрыша при наилучшей игре обеих сторон требуется больше 50 ходов без взятий и движений пешек. В связи с этим в 1980-е годы в правила были внесены изменения, которые увеличили число разрешённых ходов для некоторых сочетаний фигур (например, два коня против пешки). Однако с развитием компьютерного анализа эндшпиля были обнаружены и другие исключения, поэтому Международной шахматной федерацией в 1992 году было принято решение отменить все исключения из этого правила.

## Формулировка
Правило 50 ходов сформулировано в пункте 9.3 правил ФИДЕ.
Партия признаётся закончившейся вничью по правильному заявлению игрока, за которым очередь хода, если:
а) он записывает ход на бланке и заявляет о своём намерении сделать этот ход, который приводит к тому, что последние 50 ходов сделаны игроками без перемещения пешек и взятия фигур;
б) последние 50 ходов были сделаны каждым игроком без перемещения пешек и без взятия любой фигуры.
Игроки не обязаны требовать применения этого правила при первой возможности (то есть когда сыграно ровно 50 ходов без взятий и движений пешек): требовать ничью можно в любое время, если последние 50 ходов удовлетворяют правилу.
В случае требования ничьей согласно подпункту а) ход, записанный игроком, не должен быть взятием или ходом пешки.
Если ни один из игроков не требует ничьей по правилу 50 ходов, партия может продолжаться (теоретически — до бесконечности; однако в 2014 году в правила ФИДЕ было введено правило 75 ходов (пункт 9.6.2), согласно которому после 75 последовательных ходов без взятий и ходов пешками партия автоматически признается ничьей, если только последним ходом не был поставлен мат – таким образом, бесконечная игра теперь полностью исключена). На практике при равной позиции игроки согласятся на ничью раньше, а при неравной правило работает в пользу слабейшего, который, скорее всего, постарается им воспользоваться. Реальные случаи применения этого правила обычно относятся к эндшпилю, но партия Филипович — Смедеревац (Поляница-Здруй, 1966) закончилась вничью на 70-м ходу без единого размена, а последний ход пешек был сделан на 20-м ходу.

## История
Известно, что в шатрандже существовало аналогичное правило 70 ходов. Правило 50 ходов впервые встречается в книге Рюи Лопеса (1561 год). В то же время Пьетро Каррера считал, что количество ходов по этому правилу должно быть 24, а Лабурдонне — что его надо увеличить до 60.
В XIX веке правило применялось в различных версиях и только к определённым эндшпилям. Отсчёт 50 ходов начинался не от последнего взятия или хода пешки, а от того момента, когда один из игроков требовал начать этот отсчёт, причём дальше после взятий или пешечных ходов отсчёт продолжался, а не начинался заново.
В начале XX века Алексей Троицкий доказал, что в эндшпилях «ладья и слон против ладьи» и «два коня против пешки» могут быть ситуации, когда выигрыш достигается более чем за 50 ходов. В связи с этим ФИДЕ в 1928 году установило правило 50 ходов с исключениями для эндшпилей, где было доказано, что выигрыш может быть достигнут за число ходов большее, чем 50. Так, для эндшпиля «ладья и слон против ладьи», где считалось, что максимально необходимое для победы число ходов — 66 (на самом деле — 59), число 50 было изменено на 132 (66×2). В 1952 году это правило было пересмотрено: число ходов для определённых позиций менялось с 50 на 100 при условии, что игроки договорятся об этом сразу после перехода в соответствующий эндшпиль. Официально правило в редакции 1965 года было сформулировано так: «Число ходов может быть увеличено для определённых позиций при условии, что это увеличение и эти позиции были чётко определены перед началом игры».
В 1982 году правило было конкретизировано. Число ходов увеличивалось с 50 до 100 для трёх видов окончаний:
- Ладья и слон против ладьи.
- Два коня против блокированной пешки (на определённых полях).
- Ладья и пешка а2 (белая) против чернопольного слона и пешки а3 (чёрной) и симметричные позиции.

В 1989 году правило вновь изменилось благодаря анализам, проведённым программой Кена Томпсона. Число 50 заменили на 75 (вместо 100), но уже для шести видов окончаний:
- Ладья и слон против ладьи.
- Два коня против пешки.
- Ферзь и пешка на предпоследней горизонтали против ферзя.
- Ферзь против двух коней.
- Ферзь против двух слонов.
- Два слона против коня.

Эндшпиль «Ладья и пешка а2 против слона и пешки а3» был удалён из списка, так как на практике он почти не встречается.
Между тем компьютерный анализ эндшпиля продолжался, в результате было открыто много эндшпилей, нарушающих правило 50 ходов. В 1992 году было принято решение отменить все исключения из правила 50 ходов.
На 2014 год рекордный вариант — 517 ходов без взятий при наилучшей игре обеих сторон для окончания «ферзь и конь против ладьи, слона и коня» — был найден в 2008 году.
На 2016 год рекордный вариант — 549 ходов без взятий при наилучшей игре обеих сторон для окончания «ферзь и пешка против ладьи, слона и коня» .
В 2014 году Международная федерация заочных шахмат отменила правило 50 ходов. (Однако при игре в очные шахматы это правило сохраняется).

## В шахматной композиции
- Статья 17 Международного кодекса шахматной композиции: «Если это явно не указано в задании, правило 50 ходов неприменимо к решению шахматной композиции, кроме как в случае ретрозадач». Ретрозадачи на тему правила 50 ходов составлял Н. М. Плаксин.
- Согласно Словарю шахматной композиции Н. П. Зелепукина (1985), шахматные кодексы ряда стран предусматривали ещё одну особенность применения правила 50 ходов: за эти ходы не должно быть ни одной рокировки. Также и Н. М. Плаксин в 1969 и 1971 году в журнале «Problem» упоминал о разночтении в трактовках этого правила, причём некоторые его ретрозадачи предусматривали применение определённого варианта этой трактовки.